# Iskolats
 (signalé en mai 2025).
Si vous disposez d'ouvrages ou d'articles de référence ou si vous connaissez des sites web de qualité traitant du thème abordé ici, merci de compléter l'article en donnant les références utiles à sa vérifiabilité et en les liant à la section « Notes et références ».
- Archive Wikiwix
- Bing
- Cairn
- DuckDuckGo
- E. Universalis
- Gallica
- Google
- G. Books
- G. News
- G. Scholar
- Persée
- Qwant
- (zh) Baidu
- (ru) Yandex
- (wd) trouver des œuvres sur Wikidata

1917 – 20 février 1918
Entités précédentes :
- République russe

Entités suivantes :
- Ober Ost
- République soviétique socialiste de Lettonie

L'Iskolats, ou formellement le Comité exécutif du Soviet des ouvriers, des soldats et des sans-terre de Lettonie, parfois appelée à tort République d'Iskolats, était l'instance dirigeante de la Lettonie sous le contrôle des tirailleurs lettons rouges, premier gouvernement soviétique de Lettonie entre août 1917 et février 1918.

## Histoire
Apparue pendant la révolution russe, elle fut créée à Riga le 30 juillet 1917 (12 août dans le calendrier grégorien), à l'initiative du Comité central du Parti social-démocrate, dans le but de réaliser la révolution bolchevik sur le territoire de la Lettonie non occupé par l'empire allemand. Lorsque les Allemands occupèrent Riga, la capitale fut déplacée Cēsis, puis à Valka, où il prit le pouvoir sur le district de Valka, dissolvant les organes établis par le gouvernement provisoire russe.
Le 17 décembre 1917, le Congrès des Soviets de Lettonie se réunit à Valmiera et élit Oto Kārkliņš (lv) comme président, ensuite remplacé par Fricis Roziņš (en) en 1918.
Le gouvernement se replia vers Moscou après l'occupation totale du pays par les troupes allemandes en février 1918 et fut dissoute en mars 1918 conformément aux conditions du traité de Brest-Litovsk.